# Municipio de Elk (condado de Ashe)
El municipio de Elk (en inglés: Elk Township) es un municipio ubicado en el  condado de Ashe en el estado estadounidense de Carolina del Norte. En el año 2010 tenía una población de 613 habitantes.

## Geografía
El municipio de Elk se encuentra ubicado en las coordenadas 36°20′1.45″N 81°35′22.39″O / 36.3337361, -81.5895528.